# Pygora erythroderes
Pygora erythroderes är en skalbaggsart som beskrevs av Blanchard 1842. Pygora erythroderes ingår i släktet Pygora och familjen Cetoniidae. Inga underarter finns listade i Catalogue of Life.